# Pierre-Dominique Bazaine
Pierre-Dominique Bazaine (Scy op 13 januari 1786 - Parijs op 29 september 1838) was een Frans wetenschapper en militair. Hij werd opgeleid aan de befaamde École Polytechnique.
Bazaine was een Grootkruis in de Orde van Sint-Vladimir, Grootkruis in de Orde van Sint-Alexander Nevsky, Commandeur van het Legion d'Honneur, Ie Klase van de Orde van de Rode Adelaar, Grootkruis in de Orde van de Witte Adelaar, Erelid van de Academie van Sint-Petersburg en van de academies van Turijn, München en Stockholm.
Zijn oudste zoon Pierre-Dominique was een befaamd ingenieur en de tweede zoon Achille werd een Maarschalk van Frankrijk.
Op verzoek van Alexander I van Rusland zond Napoleon I in 1810 zijn genie-officieren Bazaine, Fabrom, Destremom en Potier naar Rusland. Toen de Fransen in 1812 naar Moskou optrokken werd Bazaine veiligheidshalve naar Siberië gestuurd. Na de val van Napoleon in 1814 keerde Bazaine terug naar Sint-Petersburg. Daar werd hij in 1824 directeur van de Genie. Hij keerde pas in 1834 terug naar Frankrijk.
Pierre-Dominique Bazaine bouwde in Sint-Petersburg bruggen, kustverdedigingswerken en een gietijzeren constructie voor een wintertuin.

## Familieleven
Pierre-Dominique Bazaine was gehuwd met Marie-Madeleine Vasseur en verwekte twee zonen en een dochter. Na zijn vertrek naar Rusland keek hij niet meer naar zijn gezin om.

## Publicaties
- "The initial basis of differential calculus" (First French edition 1817 and Russian 1819)
- "The initial basis of integral calculus" (First French edition 1825 and Russian 1827)
- "The Proof of the beginning of the speculative speeds, considered as the basis of mechanics" (translated by Zavadsky, 1832)
- "Mémoire sur l'état actuel du système de Vychni-Volotchok, ou de la principale communication artificielle établie entre la mer Caspienne et la Baltique"
- "Mémoire sur la théorie du mouvement des barques à vapeur et sur leur application à la navigation des canaux, des fleuves et des rivières", St Petersburg 1817
- "Mémoire sur l'impossibilité de ramener par un simple approfondissement le niveau du canal de Ladoga, à la même hauteur, que celui du lac du même nom"
- "Notice sur un nouvel artifice propre à diminuer la dépense d'eau des canaux en général et sur un nouveau système de petite navigation"
- "Mémoires sur les méthodes de raccordement à employer pour les alignements des routes"
- "Notice sur la construction des paratonnerres"
- "Notice sur un nouvel appareil gazogène"
- "Mémoire sur la construction des Chaussées, et sur la détermination des distances moyennes pour le transport des matériaux"
- "Introduction à l'étude de la statique synthétique, à l'usage des élèves de l'institut des voies de communications"
- "Démonstration du principe des vitesses virtuelles, considéré comme base de la mecanique"
- "Notices sur la composition des reliefs"
- "Memoire sur un nouveau système relatif à l'établissement d'un chantier général destiné à la construction, au radoub et à la conservation des vaisseaux"
- "Mémoire sur les machines à vapeurs en général"
- "Mémoire sur la détermination de la force expansive de la vapeur, et des avantages qu'on en peut retirer sous le rapport industriel"
- "Mémoire sur les moyens de preserver les machines à vapeur des exploisions auxquelles elles sont exposées "
- "Mémoire sur la fabrication, et en particulier sur le séchage de la poudre à canon"